# 胸斑磯塘鱧
胸斑磯塘鱧（学名：Eviota prasites）为鰕虎科磯塘鱧屬下的一个种。

## 扩展阅读
- 維基物種上的相關：胸斑磯塘鱧